# Basilique Porcia
La basilique Porcia (en latin : basilica Porcia) est la première basilique de Rome, construite au cours du IIe siècle av. J.-C.

## Localisation
Elle s'élève au nord-ouest du Forum Romain, entre la prison du Tullianum et la Curie Hostilia, sur des terres achetées par Caton l'Ancien et occupées par des boutiques et deux maisons privées, celles de Maenius et Titius (voir le plan). Étant donné l’exiguïté de l'espace disponible, le bâtiment devait être de dimensions modestes, une dizaine de mètres de longueur.

## Fonction
Elle accueille des activités judiciaires et financières, les magistrats pouvant s'y abriter des intempéries ou de la foule pour traiter des affaires secondaires ne méritant pas de se dérouler sur le Comitium.

## Histoire

### Antiquité
La basilique est construite par le censeur Caton l'Ancien (Marcus Porcius Cato), dont elle a pris le nomen, en 184 av. J.-C.,. Ce dernier rencontre une forte opposition au Sénat pour réaliser son projet, notamment de la part des partisans de Scipion l'Africain.
En 112 av. J.-C., Lucius Calpurnius Piso arbitre dans la basilique le conflit opposant les Hiéropytniens (habitants d'Hiérapytna) aux Itaniens. Vers 75 av. J.-C., d'après Plutarque, le jeune Caton d'Utique, alors tribun de la plèbe, y tient son premier discours. Puis en 73 av. J.-C., les consuls Marcus Terentius Varro Lucullus et Caius Cassius Longinus y mènent la cognitio qui doit départager les publicains et les ambassadeurs d'Oropos. 
Elle est détruite dans l'incendie de 52 av. J.-C. avec la Curie lors des funérailles de Publius Clodius Pulcher dont les partisans ont installé le bûcher funéraire devant la Curie. Jules César entreprend par la suite d'importants travaux dans ce secteur du Forum avec la construction d'une nouvelle curie et d'un forum qui portent son nom. Lors de ces travaux, il ne restaure pas la basilique Porcia, construite par l'ancêtre d'un de ses plus farouches adversaires, Caton d'Utique.

### Fouilles archéologiques
Des fouilles menées en 1940 au niveau de l'entrée nord du Forum Romain ont mis au jour les vestiges d'un mur qui soutient la pente du Capitole, qui a été entamée pour laisser passer le clivus Argentarius et, face à ce mur, les restes d'une colonnade identifiée comme appartenant à la basilique.